# 中华民国新民会

第一面会旗（1938年—1940年）

第二面会旗（1940年—1943年），与华北临时政府之国旗相同

第三面会旗（1943年—1945年）

中华民国新民会是中国抗日战争期間，日军陆军华北方面军和伪中华民国临时政府在华北地区运作，从事政治思想工作的一个民众团体。中华人民共和国方面学者冠以“日伪”二字，称“日伪新民会”:253:63。
华北方面军特务机关长小澤開作和滿洲國協和會重要成员張燕卿主持下，新民会于1937年12月24日在北平成立:253:63。在河北、河南、山东、山西四省和北平、天津、青岛三市設立分會:253，創辦新民學院、新民中學、新民小學以及新民圖書館、教育館、识字班、體育會、婦女會、青年團、少年團等社會團體。隨著二次大戰日本投降。8月24日，新民會解散:253。

## 历史
1937年12月14日，在日军扶持下，伪中华民国临时政府在北平市成立，王克敏为首脑。华北方面军特务机关长小澤開作负责主持组建其他团体的工作:63。前满洲国外交大臣、滿洲國協和會重要成员張燕卿为筹备委员长:253。
12月24日，在北平成立中华民国新民会。当日，发表《宣言》和《纲领》，宣布“与新政权表里一体。首先拥护新政权为反共战线之斗士，进而培养民力，实现友邻之共荣，而终极之目标为贡献于人类之幸福与世界之和平:254”。会名“新民”出于《禮記·大學》卷首的“大学之道，在明明德，在新民:63”。其宗旨是「維護新政權」、「開發產業」、「發揚東方文化道德」、「參加反共戰線」、「善鄰締盟，建設東亞新秩序」等。
按规章，会长由新政府“首班”担任，副会长由“政府官吏以外之力者推戴”。因王克敏推辞，会长职位空缺。張燕卿担任副会长:63。1939年10月，在日军和兴亚院斡旋下，王克敏出任首任会长，12月2日正式举行推戴式:256。
新民会成立时，仅二十余人，活动经费由伪中华民国临时政府财政部拨付。1938年度预算为252万元，后逐年上升。1940年后，由伪华北政务委员会财政总署拨付。1942年度增至2220余万元。同时，日军给予直接补助，如1940年度、1941年度分别补助610万元和430万元:255—256。
1939年秋，日军任命安藤纪三郎为新民会顾问。同时，免去张燕卿副会长职务，改由王揖唐、安藤纪三郎、缪斌担任。1940年3月1日，宣布新民会与军部宣抚班“统合为一”，实行大改组:259。

## 机构

### 中央
新民会的中央机构称中央指导部，下设总务、教化、厚生三部:256。建立之初，缪斌担任中央指导部长，早川三郎担任副部长，小澤開作担任总务部长，宋介担任教化部长:63。
1940年大改组，原中央指导部改为中央总会，除中央机关外，增设全体联合协议会和中央委员会。同时，中央总会除原有的教化部、厚生部外，改设和增添秘书厅、中央训练处、设计部、训练部、监察部。除中央训练处，其他各厅、部由中方人员任正职，日方任副职，但实权完全掌握在日方手中。会务职员有明确的中系、日系之分。“大概三人中，以中国系二人，日本系一人之比率为标准”。中系职员立于“第一线，与民众相接，而日系则由内部指导及协力”:259—260。

### 地方
地方由省、道、县指导部领导。中央指导部所在的北平另设“首都指导部”。到1939年12月10日，先后建立河北、河南、山东、山西、“首都”、冀东、冀南、保定、鲁南、鲁西、鲁北等省、道、都市中央直辖指导部18个，县、市指导部98个:256。